# Каликино (Шекснинский район)
Каликино — деревня в Шекснинском районе Вологодской области.
Входит в состав сельского поселения Камешниковского, с точки зрения административно-территориального деления — в Камешниковский сельсовет.
Расстояние по автодороге до районного центра Шексны — 50 км, до центра муниципального образования Камешника — 4 км. Ближайшие населённые пункты — Задняя, Дерягино, Березник.
По переписи 2002 года население — 5 человек.